# Kii (poloostrov)
Poloostrov Kii (japonsky: 紀伊半島, Kii Hantó) je jedním z největších poloostrovů na ostrově Honšú v Japonsku. Většinu jeho území zabírá prefektura Wakajama, včetně jeho celé jižní části. Na severozápad od Wakajamy je prefektura Ósaka, jejíž jižní část zasahuje na poloostrov. Na východ od Ósaky je prefektura Nara a ještě dále na východ prefektura Mie. Na západ od poloostrova Kii se rozprostírá Vnitřní moře a směrem na jih Tichý oceán.

## Známá místa

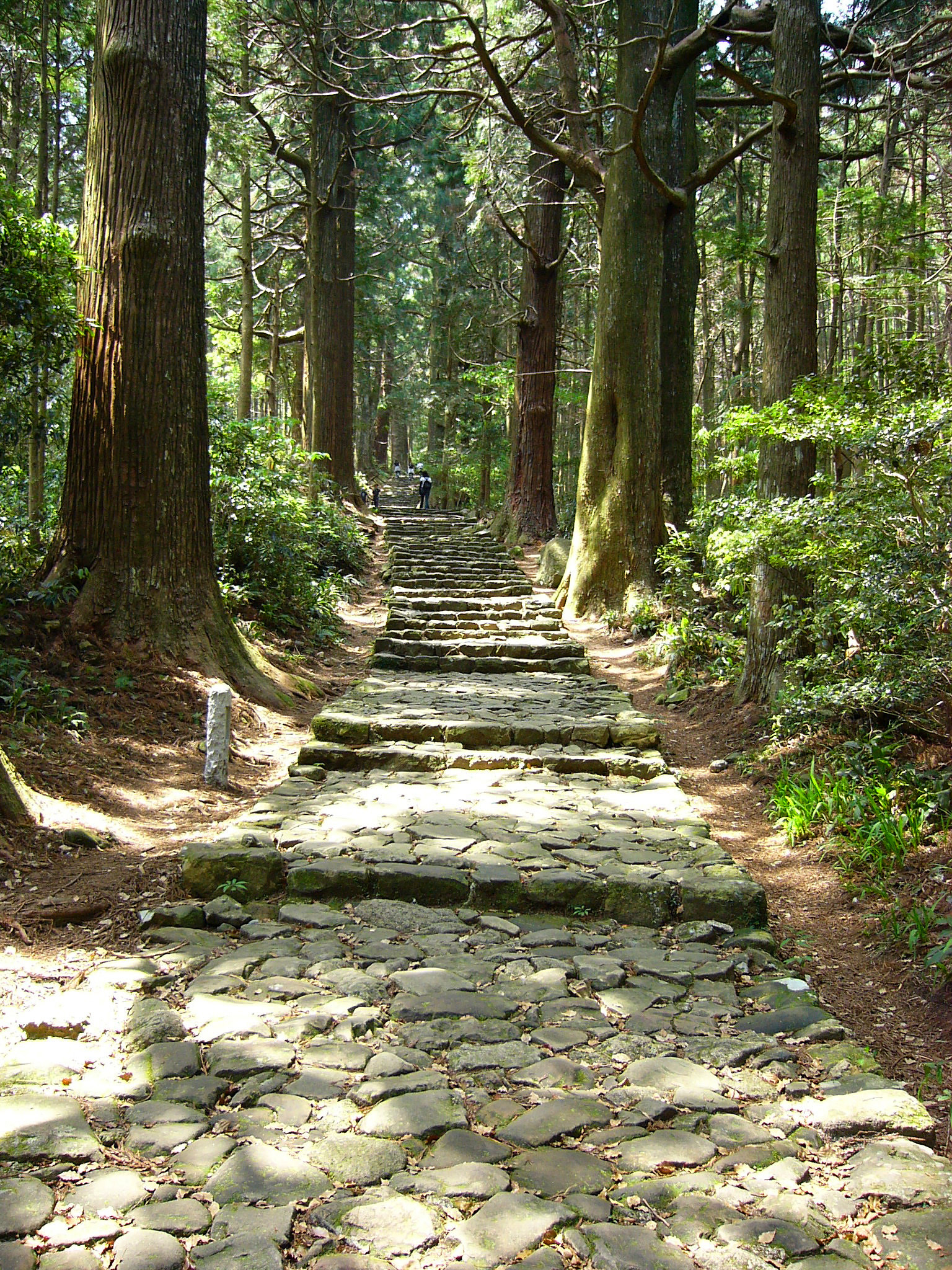
Daimonzaka – stoupání po starobylé stezce do Kumana, ze které lze vidět vodopád Nači

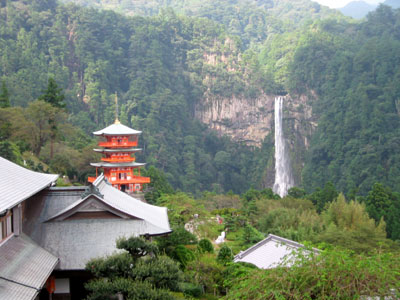
Vodopád Nači a chrám Seigantodži

Na poloostrově Kii se nachází několik přírodních i kulturních pozoruhodností, známých po celém Japonsku. Jsou to například:
- Nara – bývalé hlavní město Japonska (během 8. století)
- hora Kója – středisko buddhistické sekty šingon
- Wakajama – bývalý domov šógunského rodu Tokugawů z Kii
- Macusaka – centrum oblasti produkující známé a drahé hovězí maso (macusacké hovězí)
- Ise – místo známé díky šintoistické svatyni Ise a centrum produkce perel
- Iga – proslulá svou školou pro nindži
- Jošino – horský region pokrytý hustými lesy, sídlo Jižního císařského dvora během období Nanboku-čó (konec 14. století)
- oblast Kumano – leží zde svatyně Kumano a úchvatné vodopády Nači (ty jsou s výškou 133 metrů a šířkou 13 metrů jedněmi z největších v Japonsku)

V roce 2004 byly tři oblasti na poloostrově přidány na Seznam světového dědictví UNESCO pod názvem Posvátná místa a poutní stezky v pohoří Kii. 